# Kanton Pas-en-Artois
Kanton Pas-en-Artois (francouzsky Canton de Pas-en-Artois) byl francouzský kanton v departementu Pas-de-Calais v regionu Nord-Pas-de-Calais. Tvořilo ho 25 obcí. Zrušen byl po reformě kantonů 2014.

## Obce kantonu
- Amplier
- Bienvillers-au-Bois
- Couin
- Famechon
- Foncquevillers
- Gaudiempré
- Gommecourt
- Grincourt-lès-Pas
- Halloy
- Hannescamps
- Hébuterne
- Hénu
- Humbercamps
- Mondicourt
- Orville
- Pas-en-Artois
- Pommera
- Pommier
- Puisieux
- Sailly-au-Bois
- Saint-Amand
- Sarton
- Souastre
- Thièvres
- Warlincourt-lès-Pas